# Carryer Glacier
Carryer Glacier är en glaciär i Antarktis. Den ligger i Östantarktis. Nya Zeeland gör anspråk på området. Carryer Glacier ligger 188 meter över havet.
Terrängen runt Carryer Glacier är varierad. Trakten är obefolkad. Det finns inga samhällen i närheten. 